# Kladderadatsch
Le Kladderadatsch est un hebdomadaire satirique allemand, paru entre 1848 et 1944. L'expression berlinoise « Kladderadatsch » désigne approximativement le bruit de quelque chose volant en éclats. La popularité du journal a fait rentrer l'expression dans le vocabulaire politique. August Bebel l'utilisait ainsi pour désigner l'éclatement de la société.

## Histoire
Le journal est fondé par l'humoriste berlinois à tendance libérale David Kalisch, fils d'un marchand juif également auteur de comédies. L'éditeur était Heinrich Albert Hofmann (de).
La ligne politique du journal est favorable à l'unité allemande et soutient par conséquent la politique d'Otto von Bismarck. La première édition paraît le 7 mai 1848 avec un tirage de 4 000 exemplaires, il s'écoula entièrement dès le premier jour. Pour le 1 000e numéro en 1866, le compositeur Rudolf Bial écrit la Kladderadatsch-Jubiläums-Marsch (marche du jubilé du Kladderadatsch).
La popularité du journal satirique, qui avait un monopole dans la capitale, fait de lui une cible pour les parodistes. Ainsi paraît la Ausgeßeuchnet. Erstes reaktionäres Extrablatt des Kladderadatsch (Ausgeßeuchnet le premier supplément réactionnaire du Kladderadatsch), ou le Neujahrs-Pladderadatsch (le nouvel an du Pladderadatsch) et le Fastnachts-Zeitung in Art des Kladderadatsch (le journal du carnaval à la manière du Kladderadatsch). À Leipzig paraît également pendant la guerre franco-allemande de 1870 le Kladderadatsch auf dem Kriegsschauplatze (Kladderadatsch depuis le théâtre d'opération de la guerre). La rédaction du journal publiait régulièrement des numéros spéciaux, ainsi de 1850 à 1887 paraît annuellement le Humoristisch-satyrischen Volkskalender (calendrier du peuple satirique et humoristique). De 1872 à 1884, le Kösener Senioren-Convents-Verband, mais aussi d'autres corporations, utilisaient le Kladderadatsch pour faire publier leur communication.
Après la Première Guerre mondiale les ventes chutèrent. En 1923, les éditions Hofmann revendirent l'hebdomadaire à la Stinnes GmbH fondée par l'industriel Hugo Stinnes. La ligne politique devint de plus en plus à droite et le journal attaqua régulièrement des hommes politiques modérés de la république de Weimar. Dès 1923, le journal donna son appui aux nazis et à Hitler. Les caricatures devinrent de plus en plus antisémites.
En septembre 1933, Hermann Göring fut caricaturé par le journal.

## Collaborateurs
- Gustav Brandt (de)
- Max Friedlaender (de)
- Oskar Garvens (de)[4]
- Werner Hahmann (de)
- Rudolf Hesse (de)
- Arthur Johnson (de)
- Willibald Krain (de)
- Erich Kux (de)
- Wilhelm Polstorff (de)
- Hans Reimann
- Carl Reinhardt
- Paul Warncke (de)
- Fritz Wolf (de)
- Arthur Krüger (de)

## Éditions spéciales
- Kladderadatsch in London (le Kladderadatsch à Londres), sur l'exposition universelle de 1851.
- Bismarck-Album des Kladderadatsch (l'album Bismarck du Kladderadatsch), avec 300 dessins de Wilhelm Scholz en 1890. (de)« Consultable online » (consulté le 15 décembre 2011)
- Ein Kriegsgedenkbuch aus dem Kladderadatsch in Ernst und Humor aus den Jahren 1870 und 1871  (édition du journal relative à la guerre franco-allemande de 1870) de Johannes Trojan (de) et Julius Lohmeyer (de) en 1891.
- Im tollen Jahr. 1. Jahrgang des Kladderadatsch 1848, en 1898.